# Groupe de NGC 835
Le groupe de NGC 835 comprend au moins sept galaxies situées dans la constellation de la Baleine. La distance moyenne entre ce groupe et la Voie lactée est d'environ 53,9 Mpc (∼176 millions d'al). 

## Membres
Le tableau ci-dessous liste les sept galaxies du groupe indiquées dans l'article de A.M. Garcia paru en 1993. 
| Nom         | Class.           | Type                  | α (J2000.0)   | δ (J2000.0)  | Vitesse radiale (km/s) | m       | Distance (Mpc) | Diamètre (kal) |
| ----------- | ---------------- | --------------------- | ------------- | ------------ | ---------------------- | ------- | -------------- | -------------- |
| NGC 833     | (R')Sa? pec      | Spirale               | 02h 09m 20.8s | -10° 07′ 59″ | 3864 ± 10              | 12,7    | 53,1 ± 3,7     | 98             |
| NGC 835     | SAB(r)ab? pec    | Spirale intermédiaire | 02h 09m 24.6s | -10° 08′ 09″ | 4073 ± 10              | 12,1    | 53,0 ± 3,7     | 41             |
| NGC 838     | SA0^0(rs) pec?   | Lenticulaire          | 02h 09m 38.5s | -10° 08′ 48″ | 3851 ± 1               | 13,0    | 53,1 ± 3,7     | 70             |
| NGC 839     | S0? pec          | Lenticulaire          | 02h 09m 42.9s | -10° 11′ 03″ | 3874 ± 5               | 13,1    | 53,4 ± 3,8     | 76             |
| NGC 848     | (R')SB(s)ab pec? | Spirale barrée        | 02h 10m 17.6s | -10° 19′ 17″ | 3989 ± 6               | 13,0    | 55,2 ± 3,9     | 82             |
| NGC 873     | Sc pec?          | Spirale               | 02h 16m 32.3s | -11° 20′ 55″ | 4013 ± 6               | 12,6    | 55,7 ± 3,9     | 86             |
| MGC -2-6-19 | Sd?              | Spirale               | 02h 03m 02.0s | -09° 39′ 23″ | 3861 ± 5               | 14,6833 | 53,1 ± 3,7     | 113            |

Quatre galaxies de ce groupe font aussi partie du groupe compact de Hickson HCG 16 soit les galaxies NGC 833, NGC 835, NGC 838 et NGC 839.
Le site DeepskyLog permet de trouver aisément les constellations des galaxies mentionnées dans ce tableau ou si elles ne s'y trouvent pas, l'outil du site constellation permet de le faire à l'aide des coordonnées de la galaxie. Sauf indication contraire, les données proviennent du site NASA/IPAC.